# 帕累托分析法
帕累托分析法（Pareto Analysis，又稱柏拉图分析），是一种得到广泛应用的统计学分析方法。
帕累托分析法應用了「帕累托法则」──关于做20%的事可以产生整个工作80%的效果的法则──通俗地说，柏拉图分析的结果得出百分之八十的后果是由佔百分之二十的主要原因造成的，因此帕累托分析法又称80-20原则。

## 製作方式
帕累托分析法是制定决策的统计方法，将导致某种结果的各种可能原因按照其數量之大小倒序排列，橫座標為原因，縱座標為结果數量或累積百分比，分析出主要原因供决策者做為参考，用于从众多任务中选择有限数量的任务以取得显著的整体效果。

## 方式
- 決定分類項目：以產品或製程訂定檢查項目或不良原因。
- 收集數據：以某一期間收集特定問題的檢查記錄。
- 依數量之大小排序整理數據.......